# Beuchtespännet
Beuchtespännet är ett reliefspänne i brännförgyllt silver. Det återfanns 1957 i en kvinnograv i Beuchte, Kreis Goslar i Niedersachsen, Tyskland. 
Reliefspännet kan dateras till MA2-MA3, det vill säga mellan 560 och 600 efter Kristi födelse. Det har ett rektangulärt huvud och en zoomorf fot. Spännets baksida har två runinskrifter. Den första återger en del av futharken, den andra ett personnamn: fuþarzj buirso. Personnamnet har tolkats som Buriso, dvs 'liten flicka' på fornhögtyska. Det är svårt att säga på vilken fornhögtysk dialekt och inom vilket stadium av språkutvecklingen detta gäller. Runorna har sannolikt ristats strax innan smycket begravdes då det saknar slitage. Korrespondensanalys har visat att gravgåvorna i gravfältet pekar på en saxisk affinitet snarare än en tyringisk. Det är dock osäkert eftersom gravfältets gravar var för få för att utgöra ett tillförlitligt statistiskt underlag. Beuchtespännet förvaras i Landesmuseum Braunschweig, Abteilung Archäologie i Wolfenbüttel, Tyskland.
Spännet är avbildat på Beuchtes vapensköld.